# Xenochalepus rubripennis
Xenochalepus rubripennis es una especie de insecto coleóptero de la familia Chrysomelidae.
Fue descrita científicamente en 1937 por Spaeth.